# William Roscoe

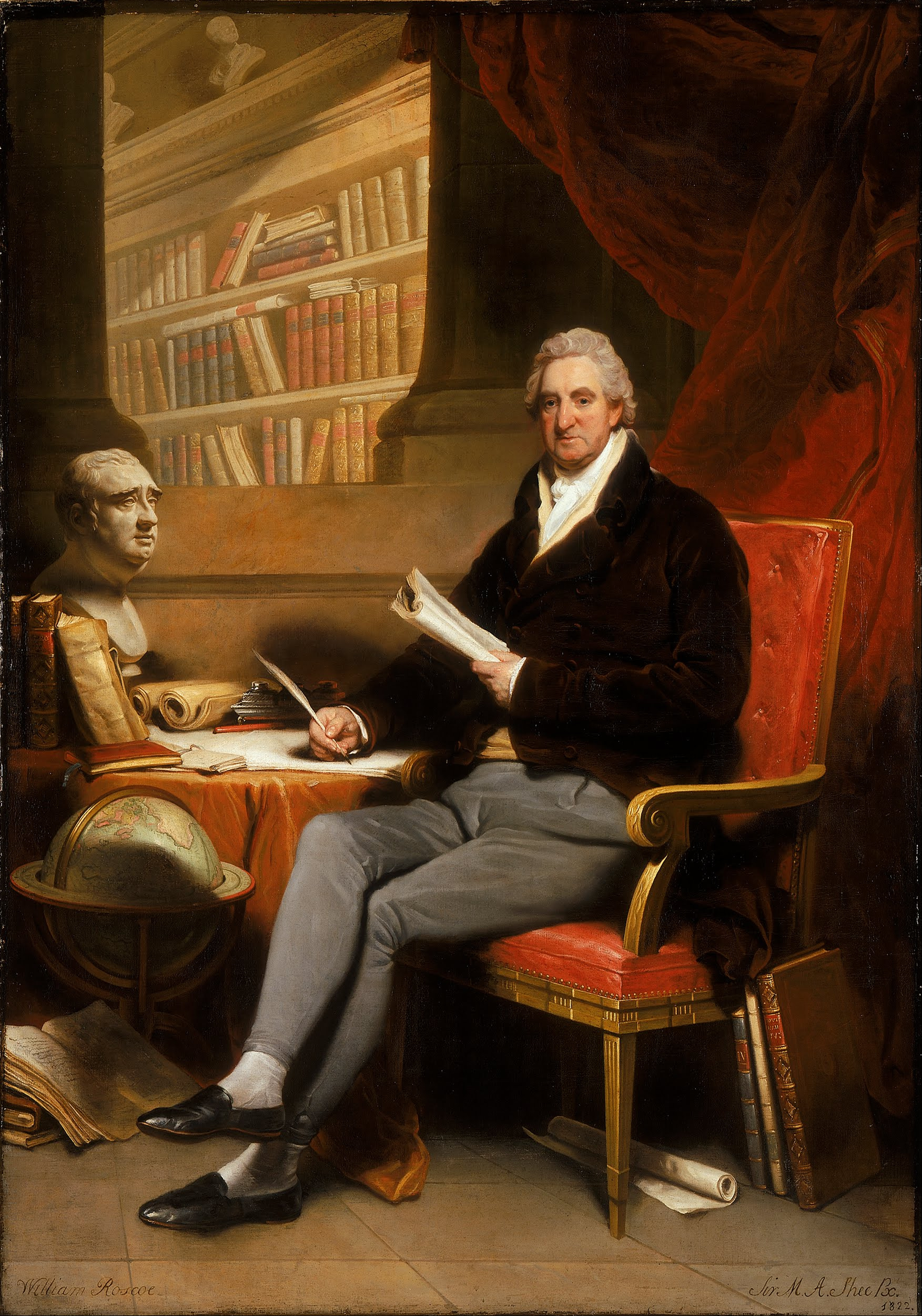
Martin Archer Shee: William Roscoe

William Roscoe (* 8. März 1753 in Liverpool; † 30. Juni 1831) war ein englischer Jurist, Biologe und Historiker. Sein Autorenkürzel in der Biologie ist „Rosc.“

## Leben
Roscoe wirkte in Liverpool als Rechtsanwalt (Attorney) und war ein strikter Gegner des Sklavenhandels.
Er veröffentlichte unter anderem die Erstbeschreibung der Paradieskörner (Aframomum melegueta) unter dem Basionym Amomum melegueta im Jahr 1828.
Sein 1805 erschienenes Werk The Life and Pontificate of Leo the Tenth wurde zusammen mit der 1816/17 in Mailand erschienenen Übersetzung im Jahr 1825 durch die Glaubenskongregation auf den römischen Index gesetzt.
1809 wurde er zum assoziierten Mitglied der Königlich Niederländischen Akademie der Wissenschaften (damals Koninklijk Instituut) gewählt.
Der englische Ökonom und Philosoph William Stanley Jevons war sein Enkel.

## Ehrungen
Die Pflanzengattung Roscoea Sm. aus der Familie der Ingwergewächse (Zingiberaceae) ist nach ihm benannt.

## Werke

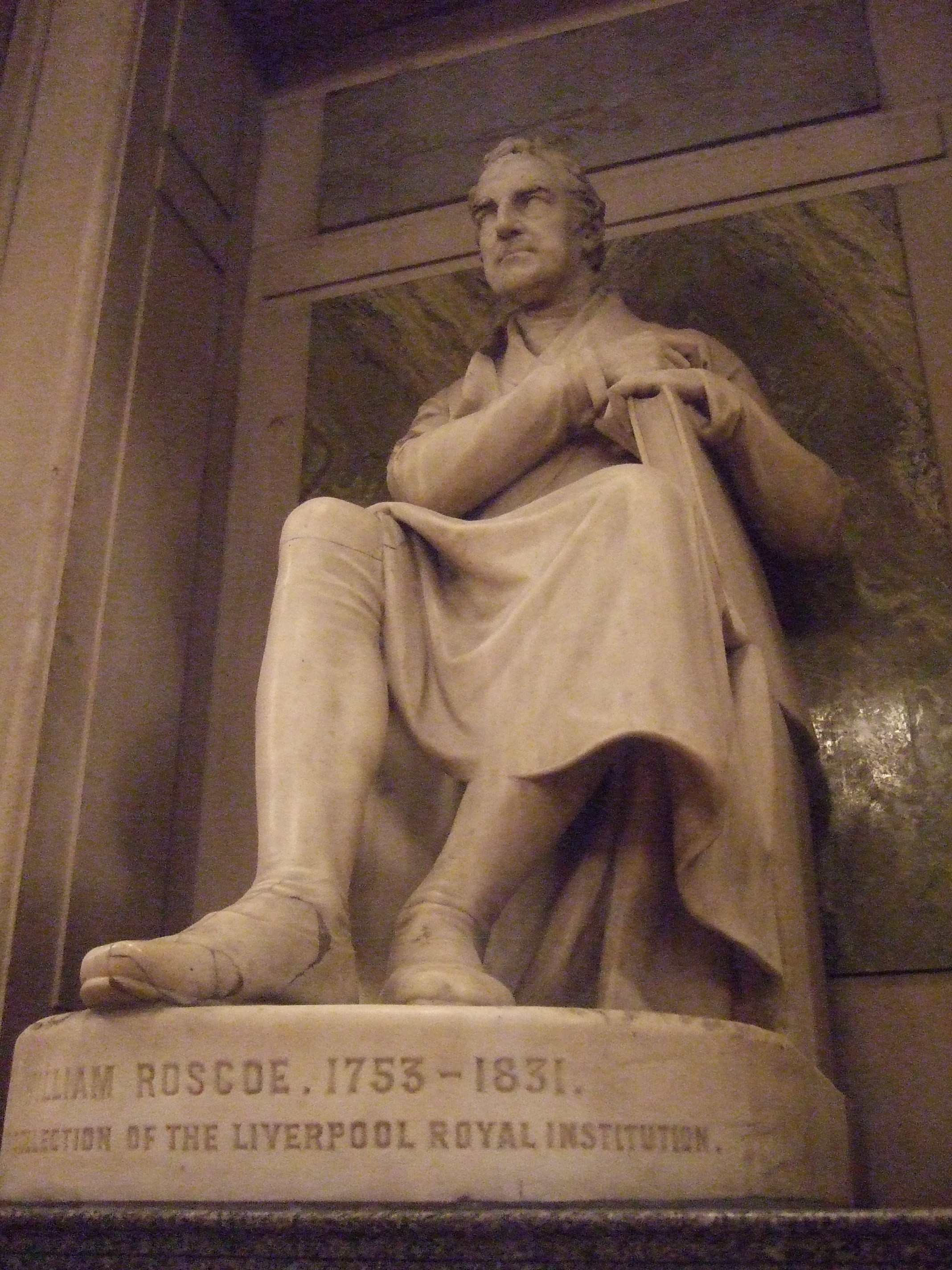
Denkmal für William Roscoe

- The Life and Pontificate of Leo X., 1805.
- The Butterfly's Ball, and the Grasshopper's Feast, 1802.
- The Life of Lorenzo de Medici, called the Magnificent, 1796.